# Sphaerodactylus argus
Sphaerodactylus argus este o specie de șopârle din genul Sphaerodactylus, familia Gekkonidae, descrisă de Gosse 1850.

## Subspecii
Această specie cuprinde următoarele subspecii:
- S. a. andresensis
- S. a. argus

## Galerie

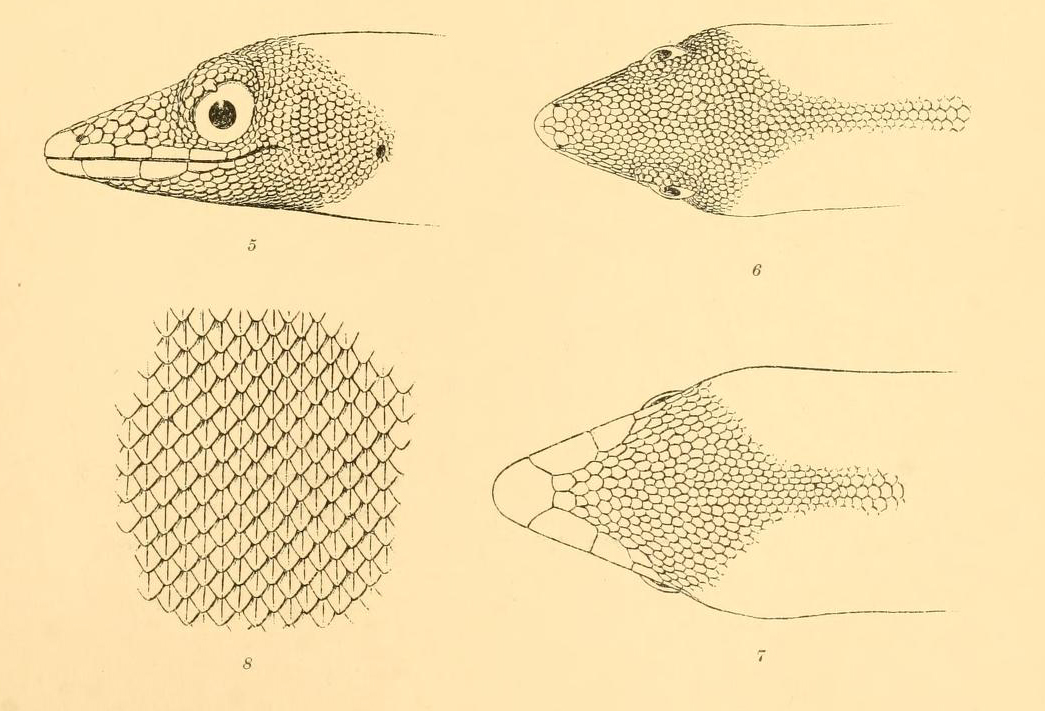